# Efekt tłumienia
Efekty tłumienia (wytłumiania) - zjawisko zmniejszenia skali wzrostu inwestycji i poziomu produkcji spowodowanych wzrostem podaży pieniądza.

## Przesłanki  wystąpienia
1. dostosowanie wzrostu dochodu pobudzonego spadkiem stopy procentowej następuje stopniowo
2. wielkość zapotrzebowania na pieniądz zależy od dochodu i stopy procentowej

## Wyjaśnienie
Bezpośrednią konsekwencją wzrostu podaży pieniądza jest obniżka stopy procentowej, która ma wywołać zwiększenie popytu na pieniądz i utrzymanie równowagi. Stopniowo niższa stopa procentowa prowadzi do zmiany położenia krzywej zaagregowanego popytu w górę i wzrostu dochodu, a to z kolei pobudza wzrost popytu na pieniądz. Zwiększony popyt na pieniądz oznacza konieczność pewnej podwyżki stopy procentowej, co zwrotnie wywołuje niewielkie przesunięcie w dół krzywej zaagregowanego popytu. 
Procesy te wystąpią przy założeniu, iż nie nastąpi kolejny wzrost podaży pieniądza.
Ms↑ → R↓ → Y↑ → R↑ → Y↓
Ms - podaż pieniądza
R - stopa procentowa
Y - produkcja